# 259
259 (CCLIX na numeração romana) foi um ano comum do século III do Calendário Juliano, da Era de Cristo, a sua letra dominical foi B (52 semanas), teve início a um sábado e terminou também a um sábado.
| Ano completo                   |
| ------------------------------ |
| Ano comum com início ao sábado |

## Eventos
- Sapor I captura o imperador Valeriano.
- Batalha de Mediolano - Vitória das forças romanas comandadas pelo imperador Galiano sobre os Alamanos.